# زاوزيورني
زاوزيورني (بالروسية: Заозёрный) هي إحدى مدن روسيا في الكيان الفدرالي الروسي كراسنويارسك كراي.